# Viktor Urbantschitsch
Viktor Urbantschitsch (ur. 10 września 1847 w Wiedniu, zm. 17 czerwca 1921 tamże) – austriacki lekarz otorynolaryngolog, profesor Uniwersytetu Wiedeńskiego, ojciec Rudolfa Urbantschitscha i pradziadek Christopha Waltza.
Studiował medycynę na Uniwersytecie Wiedeńskim, był uczniem Hyrtla, Rokitansky'ego i Brückego. Tytuł doktora nauk medycznych uzyskał w 1870 roku. W 1885 uzyskał tytuł profesora nadzwyczajnego.

## Wybrane prace
- Lehrbuch der Ohrenheilkunde. Urban & Schwarzenberg, 1880
- Über methodische Hörübungen und deren Bedeutung für Schwerhörige. Braumüller, 1899
- Über subjektive Hörerscheinungen und subjektive optische Anschauungsbilder: eine psycho-physiologische Studie. Wien: Deuticke, 1908